# Asesinato de Oliver Ivanović
El asesinato de Oliver Ivanović fue perpetrado en Mitrovica Norte (Kosovo) el 16 de enero de 2018, luego de que le disparasen a las afueras de las oficinas de su partido. Ivanovic era un político serbio en Kosovo que fue exvicecanciller en ese país. El gobierno serbio calificó el hecho como atentado terrorista, con el objetivo de desestabilizar al país.

## Víctima
Oliver Ivanovic nació el 1 de abril de 1953 en Rznić (Yugoslavia). Ivanović se desempeñó como secretario de Estado del Ministerio de Kosovo de Metohija de 2008 a 2012 y también fue miembro del Centro de Coordinación para Kosovo y Metohija. Fue arrestado en enero de 2014 por sospecha de crímenes de guerra y condenado a nueve años de prisión el 21 de enero de 2016 por crímenes de guerra cometidos por jueces de EULEX Kosovo. Sin embargo, el Tribunal de Apelaciones de Pristina anuló el veredicto de culpabilidad el 12 de febrero de 2017 y ordenó un nuevo juicio.

## Suceso

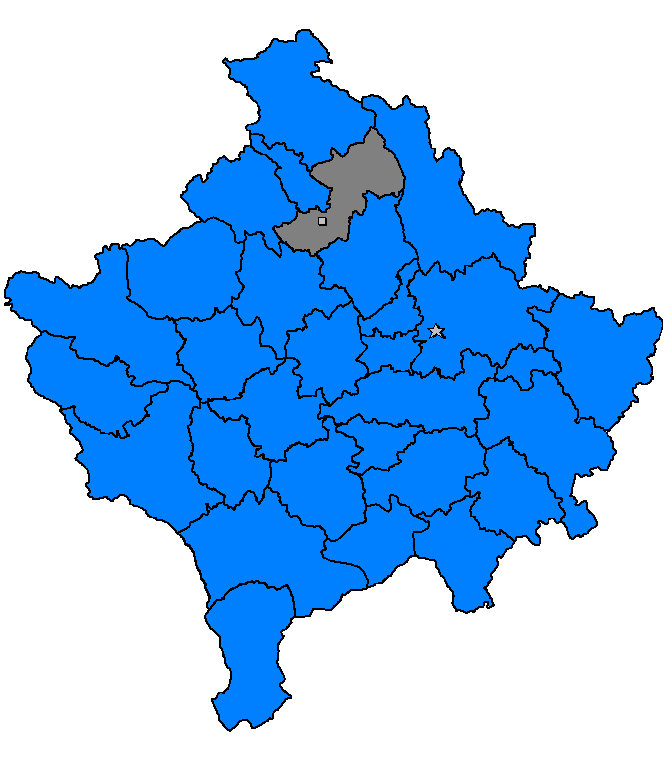
Localización de Mitrovica en Kosovo.

El 16 de enero de 2018, sobre las 7 h, mientras ingresaba a las oficinas de su partido en Kosovo, unos sujetos dispararon contra Ivamovic en al menos cinco ocasiones. Resultó herido pero más tarde falleció en un hospital de Mitrovica.

## Repercusiones
El asesinato de Ivanovic desencadenó tensiones entre Kosovo y Serbia quienes han tenido una relación bilateral muy tensa luego de la declaración unilateral de independencia de Serbia por parte de Kosovo en 2008. El día en que fue asesinado Ivanovic, representantes políticos de Serbia y Kosovo iban a reunirse en Bruselas para llegar a un acuerdo de paz y dar fin a las tensiones políticas pero fue cancelada por el homicidio de Ivanovic. Además, el presidente de Serbia, Aleksandar Vučić, llamó a una reunión de emergencia con el Consejo de Seguridad Nacional.

## Investigaciones
Luego del homicidio del político serbio en Kosovo, se inició una investigación para conocer el paradero del o los atacantes. El gobierno de Kosovo dijo que movilizara a la policía para esclarecer el asesinato. A pesar de ellos, se desconoce quiénes fueron los atacantes y sus motivos. Según una autopsia, el líder político serbio en Kosovo murió por el impacto de seis balas. Además, se dio a conocer que el arma usada en el atentado había sido una pistola Zastava М70 de 9 mm de calibre fabricada en Yugoslavia.

## Reacciones
- Serbia: el presidente de Serbia, Aleksandar Vučić condenó el asesinato y dijo el país iba a tratar el hecho de atentado terrorista y pidió al gobierno de Kosovo resolver el caso. Además, canceló la reunión con representantes políticos de Kosovo en Bruselas.
- Kosovo: el presidente de la autoproclamada República de Kosovo, Hashim Thaci condenó el asesinato y dijo que buscará resolver el homicidio y dar con el paradero de los atacantes.[6]
- Unión Europea: la presidencia búlgara de la Unión Europea condenó el hecho y llamó a volver a las reuniones entre Serbia y Kosovo para la resolución de las diferencias entre ambas naciones.[8]

- Bulgaria: el primer ministro búlgaro, Boiko Borisov escribió en su cuenta de Twitter que condena "duramente" el asesinato y destacó que "el diálogo entre Belgrado y Pristina no tiene alternativa". Además, realizó una llamada telefónica a su homóloga serbia.[8]

- Rusia: Rusia condenó el asesinato del político Ivanovic y advirtió se pueden reavivar los antiguos conflictos étnicos de la región.[9]